# Socha Panny Marie (Štramberk)
Socha Panny Marie je sloupcová pískovcová socha, která se nachází u památné lípy u Panny Marie, v sedle/vyhlídce U Panny Marie, ve Štramberku v okrese Nový Jičín v Moravskoslezském kraji ve Štramberské vrchovině v pohoří Podbeskydská pahorkatina.

## Další informace

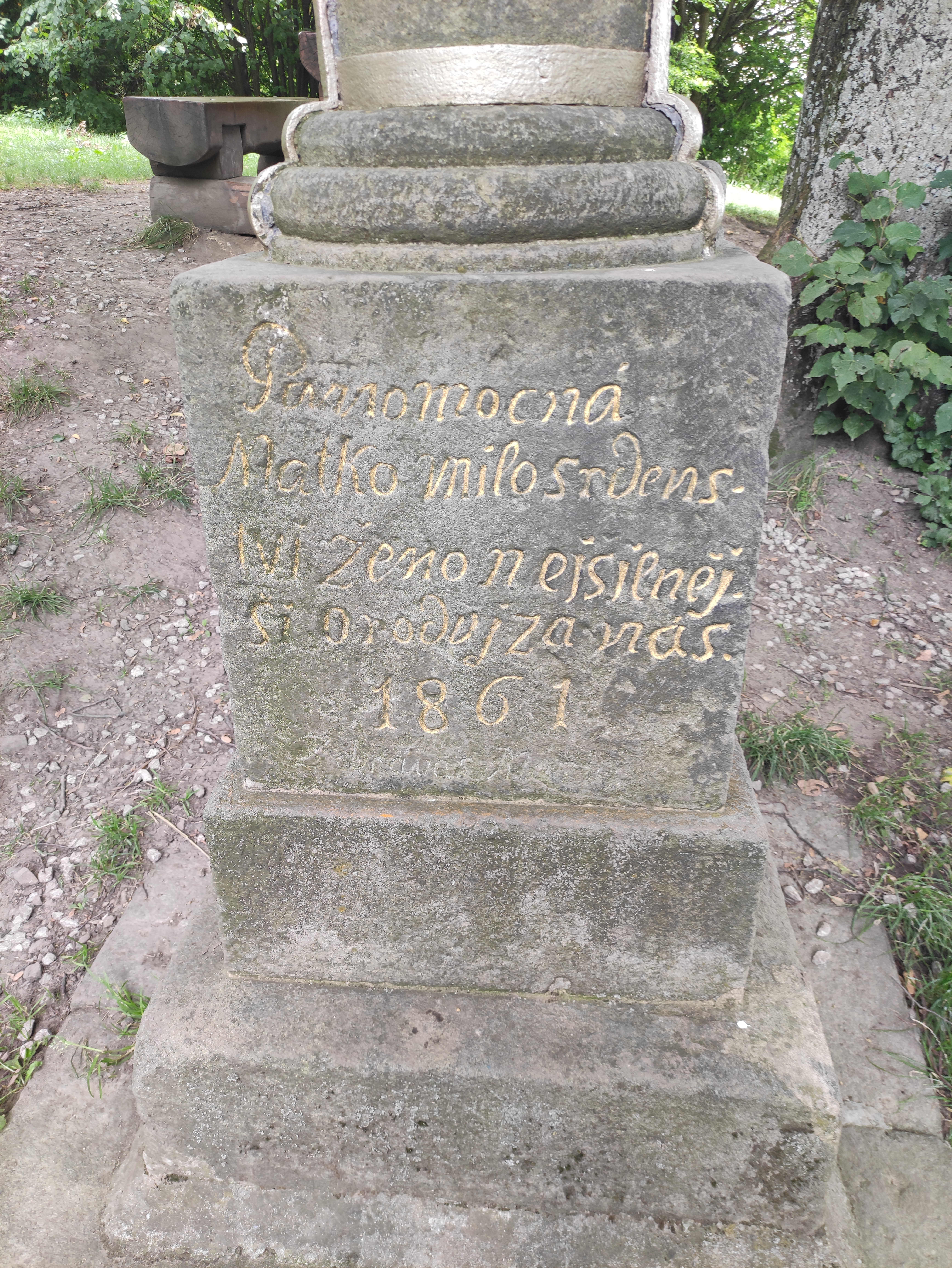
Text na sloupu

Na sloupu je umístěna socha z roku 1861, která znázorňuje stojící Marii matku Ježíšovu. Socha, spolu s polu s blízkou památnou lípou, bývala místem odpočinku a rozjímání po nebo před prací na okolních polích. Socha je hezkou ukázkou začlenění drobné sakrální architektury do kulturní krajiny. Je zde hodnotný výhled na celé okolí. K místu vedou turistické trasy (Lašská naučná stezka Štramberk, Lašská naučná stezka Kopřivnice a Sluneční stezka na Bílou horu) a polní cesta a nachází se zde také informační tabule a lavičky k posezení.